# Otto Bartning
Otto Bartning (12. dubna 1883 Karlsruhe – 20. února 1959 Darmstadt) patří k nejvýznamnějším německým architektům a teoretikům architektury první poloviny 20. století. Spolu s Walterem Gropiem promýšlel vznik Bauhausu, na jeho založení se již ale nepodílel. Patří k zakladatelům sdružení architektů Der Ring.
Po druhé světové válce vzniklo v Německu podle jeho projektů mnoho tzv. nouzových kostelů (Notkirche), pro které navrhl konstrukční řešení z prefabrikátů.
Tvořil zejména v Německu a Rakousku, ale několik kostelů podle jeho projektů vzniklo v Čechách, např. v Novém Městě pod Smrkem nebo v Kraslicích.

## Stavby

### Česká republika
- Evangelická kaple v Tesařově (Kořenov), 1909
- Evangelický kostel (Nové Město pod Smrkem), 1911–12
- Evangelický kostel (Kraslice), 1912
- Evangelický kostel (Mokřiny), 1913–14

### Německo
- Evangelický kostel (Essen), 1910
- Christuskirche (Brandenburg an der Havel), 1928
- Gustav-Adolf-Kirche (Berlín-Charlottenburg), 1932–34
- Paul-Gerhardt-Kirche (Dortmund), 1948–49

### Rakousko
- Evangelický kostel (Peggau), 1906
- Heilandskirche (Kremže), 1912–13
- Evangelická kaple v Dornbirnu, 1931 – téměř identická kopie tesařovské kaple

## Galerie

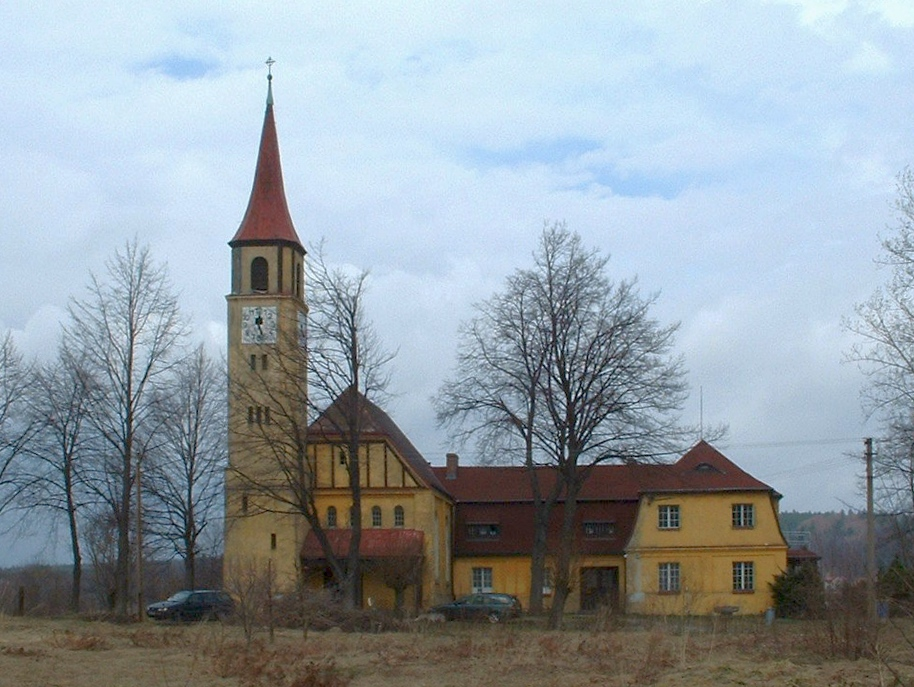
Evangelický kostel v Novém Městě
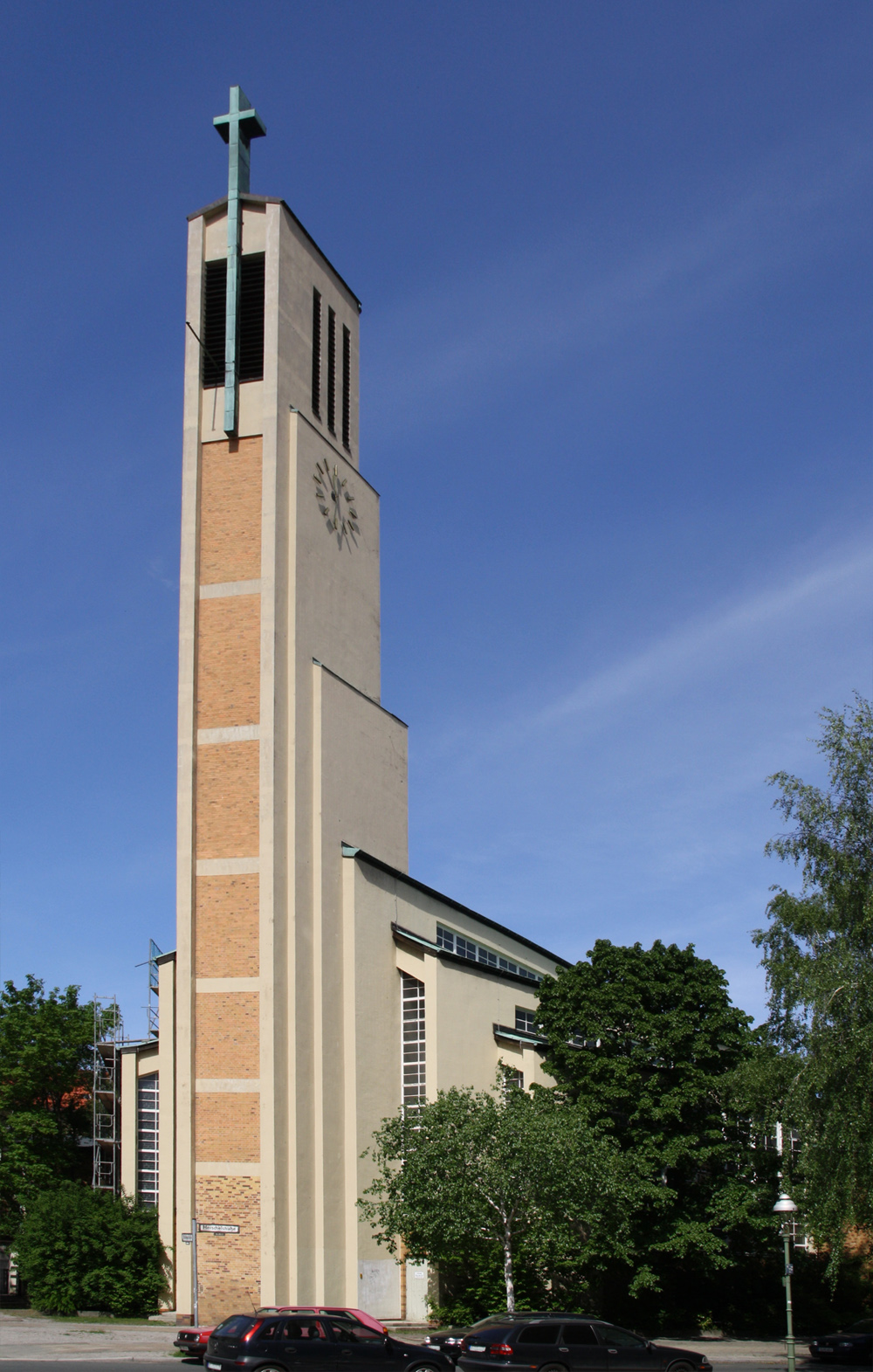
Gustav-Adolf-Kirche Berlín-Charlottenburg